# Coleophora bilineella
Coleophora bilineella é uma espécie de mariposa do gênero Coleophora pertencente à família Coleophoridae.